# KBSニュース9
『KBSニュース9』（朝: KBS 뉴스 9 、英: KBS NEWS 9）とは、韓国・KBSで韓国時間の毎日21時から放送されるニュース番組である。KBSの看板ニュース番組であり、KBSは「大韓民国代表ニュース」と謳っている。
KBSの午後9時台のニュース番組名は若干変遷しており、現名称となったのは1993年10月18日からである（#番組の変遷を参照）。
ソルラル・秋夕時の放送は「ヨロブン・アニョハシムニカ!!」の前に「賀詞」を述べ、着用する衣装も、普段のスーツ姿ではなく、朝鮮の民族衣装であるチマチョゴリを着用するのが定例となっている。

## 内容
2013年10月21日実施の秋改編で従前に比べがらりと変わったため、その対比を含めて解説する。

### オープニング
2013年秋改編以前は、ある種の“フライングスタート”を長らく導入していたため開始時間は一定ではなく、20:58になると時間調整をした上でヘッドラインとオープニンググラフィックを流し、『ニュース広場』『ニュース12』とは違い、21時になるところで、男性キャスターが「ヨロブン・アニョハシムニカ!!（皆さんこんばんは!!）」と挨拶した後、タイトルを述べないで最初のニュース項目にいきなり入っていた。
この様に、21時きっかりに最初のニュース項目が始まるようになっていたため、同時放送のラジオでは『58分天気』終了後「今から『KBSニュース9』を、KBS第1テレビジョンとKBSインターネットと同時に放送いたします。KBS第1ラジオです」という女性アナウンサーの告知が入り、時報まで時間調整の音楽が流れ、21時になった所で、最初のニュース項目を伝えていた。オープニングテーマにフェードしていた時期もあった。
ところが、2013年秋改編で先ずタイトルから入って、ヘッドラインを伝える嘗てのスタイルに戻り、2週目になった10月28日に、フライングスタートが数十年ぶりに廃止され、テレビ・ラジオ・インターネット配信の全てが、正時スタート体制に移行した。
映像では、10月中は時計による時報が現れて、字幕に時計のカウントダウンを表示させ、21時の2秒前から時報音を流し、21時の時報を鳴らしてからタイトルに入り、11月からは、番組開始前に流すロゴソング映像に、デジタル時計の時報を被せる民放と同じスタイルに変わった。
ソルラル・秋夕時の放送は「ヨロブン・アニョハシムニカ!!」の前に「賀詞」を述べ、着用する衣装も、普段のスーツ姿ではなく、朝鮮の民族衣装であるチマチョゴリを着用するのが定例となっている。

### 地域ニュースの扱い
『KBSニュース9』では同時間帯の全国ニュースと地域ニュースを別番組として区別せず同じ番組の枠内で地域ニュースの時間を設けている。ローカル枠は平日は21時30分前後からスポーツニュース放送前まで、週末はスポーツニュース途中の21時25分前後から終了時刻の21:30まで放送されている。なお、ラジオの同時放送はローカル枠に入る前で終わり、ラジオ情報センターからスポットニュースを流して平日は21時30分に、週末は21時20分に終了。ラジオの同時放送は第1ラジオに加え、第3ラジオと韓民族放送でも実施され、当番組が放送されていない部分も含め、21時台は全て第1ラジオとの同時放送を実施されている。
- 本部の一部署扱いである京仁センターでもソウル市以外の首都圏向けニュースを「ニュース9 京畿・仁川」として制作しており、本部レベルで全国ニュースと共に動画配信している。首都圏以外の地域における動画配信については各放送局の判断による。
- キャスターは放送総局と広域市にある蔚山局が全国版同様男女ペア、京仁とその他放送局が1人。土日祝日については蔚山を除きNHK同様ブロック単位の放送になる。

### その他
- 大きな事件があった場合は、放送開始時刻が早まったり、放送終了時刻が遅くなったりする（この場合、タイトルは「特集 KBSニュース9」となる）。なお、スポーツ中継による番組の前倒し、遅れに関しては、スポーツ中継をKBS第2テレビジョンに充てることが多いため、そのようなことは少ない。
- 『MBCニュースデスク』と同じように、重大事件やイベントが起こった場合は、サテライトスタジオを組み立ててから、そこで生放送をしている。
- 日本ではスカパー!プレミアムサービスとスカパー!、全国のケーブルテレビ局の『KBS WORLD』にて、早朝の『KBSニュース広場』とともに『生放送 KBSニュース9』の番組名で21時40分（JST）まで同時放映されている。KBS1（ソウル）の放送をそのまま利用[注釈 2]されているため、日本語による文字多重放送（字幕放送）や同時通訳放送は基本的に実施されていない[注釈 3]。国外の事業者が保有するものなど、韓国国内でしか利用出来ない外部著作物の場合、かぶせ放送（音声の場合は無音）が施されている。通常はスポーツニュースコーナーの『KBSスポーツ』終了直前に日本語の字幕テロップで「生放送を終了させていただきます。ご了承ください。」を表記した後に飛び降りるため、最後の韓国全土の天気予報の『KBS天気』以降は放送されないが、KBSスポーツにおいて、韓国国内でしか利用出来ない映像が多めの場合は、それをも放送されないことがある。
  - オリンピック期間中は、メインニュースでも国外利用不可能な映像が多いことから、日本での放送自体が中止される。
  - それ以前は「KNテレビジョン（現在のKNTV）」でも開局当初から放送されていたが、KBS WORLDの日本版が開局するのを機に打ち切り、それ以降は「MBCニュースデスク」に変更された。そのKNテレビジョンは、MBCニュースデスクのネット初期に日本語字幕放送を初めている。
  - BTSなど、K-POPアーティストが当番組にゲスト出演した場合は、後日同局で日本語字幕付きで出演パートのみを再放送されている。動画の違法アップロード対策によるもの。
  - 日本のNHK BSの「ワールドニュース」内で、NHK側が選んだダイジェストが放送されており、主音声が日本語で同時通訳された音声、副音声はそのままの音声での「2か国語放送」で放送されている。

## 歴史
1980年5月の光州事件発生時は軍事政権側に配慮した報道を行い、総選挙の際、野党に対して露骨とも取れる偏向報道を行ったことで、視聴者から猛反発を受けて、一時KBSの受信料収入が半分近くまで減少するきっかけとなった。しかし、1980年代後半から民主化宣言が進んだこと、KBSの労働組合が、報道の自由を求めてストライキを起こしたりしたことで、報道の自由度は、大幅に改善されることとなった。また、大韓航空機爆破事件や湾岸戦争の際に、現地から中継報道を行うなど、キャスターによるニュース報道にも力を入れるようになった。

### 番組の変遷
- KBS 9時ニュース（KBS 9시 뉴스＜第1期＞、1979年11月15日 - 1984年10月）
NHK『ニュースセンター9時』を参考にしたものとみられており、当初のオープニングは9の文字をモチーフにした時計付のオブジェ。約10年ほど使われた9の文字が『NC9』の『9』に似ていただけでなく、時計も同様にクロマキー合成システムとなっており、その日のトップ項目やスタジオの風景が映されるものを使用。1981年代にはKBSでもニュースセンターが簡素ながらも整備されたということもあってか、9を大きくかたどった黄色い文字が回転し、画面中央に消えた後もう一度9の文字がズームインするオープニングに変わった。テーマソングはいずれもファンファーレ調。
- KBS ニュースセンター9（KBS 뉴스센터9、1984年10月29日 - 1988年11月2日）
- KBS 9時ニュース（KBS 9시 뉴스＜第2期＞、1986年11月3日 - 1992年4月4日）
  - 1986年～1987年10月にかけてオープニングでは「KBS 9時 뉴스」と一部漢字表記していた[14][15][16]。
  - 1988年3月[17]～1990年12月31日[18]のオープニングではKBSのマークが登場。ニュースセンターからの放送のためセットには「KBS뉴스센터」と文字が入っていた時期がある。
  - 1991年1月1日[19]は地球をイメージしたグラフィックで「NEWS→（回転して）뉴스」と出した後、9の文字を大きめに出して「KBS9」と表記されていた。
  - 1992年頃から20時の数十秒前ぐらいから時報スーパーが画面下部中央に表示されるようになる。
- KBS 9時ニュース現場（KBS 9시 뉴스현장、1992年4月6日 - 1993年4月30日）
  - 1992年10月5日[20]から使われるようになったテーマソングは、2018年までの長期に渡って使用された。
- KBSニュース（KBS 뉴스、1993年5月1日 - 1993年10月17日）
  - 初期はテーマ曲が異なっていたが[21]、1993年7月8日より戻された[22]。
  - 1993年8月6日と1993年8月7日は大田国際博覧会のキャラクターが登場するオープニングであった[23][24]。
- KBSニュース9（KBS 뉴스 9、1993年10月18日 - ）
  - 1993年10月18日[25] - 1994年10月[26]
  - 1994年10月[27] - 1996年10月13日[28]
  - 1996年10月13日[29] - 1997年3月2日[30]
  - 1997年3月3日[31] - 1999年5月2日[32]
  - 1999年5月3日[33] - 1999年12月21日[34]
  - 1999年12月22日[35] - 2005年3月2日[36]
  - 2005年3月3日[37] - 2008年3月30日[38]
  - 2008年3月31日[39] - 2008年8月10日[40]
  - 2008年8月11日[41] - 2010年5月9日[42]
  - 2010年5月10日[43] - 2014年12月31日[44]
  - 2015年1月1日[45] - 2016年4月24日[46]
  - 2016年4月25日[47] - 2018年12月31日[48]
  - 2019年1月1日[49] -  2023年3月2日[50]
  - 2023年3月3日[51] - 2023年12月31日[52]
  - 2024年1月1日[53] - 2024年3月3日[54]
  - 2024年3月4日[55]

## キャスター
長らく男性アンカーは報道記者、女性アンカーはアナウンサーが務めてきたが、2019年の秋改編で全キャスターが変えられた際に平日枠で女性記者と男性アナウンサーが登用された。なお2017年度にはKBSの労働組合がストライキを行ったため、放送時間の短縮、非組合員による進行などの影響が出た。2023年11月にKBSの社長に就任した朴敏新社長は、就任直後に主要ニュースのキャスターを全員交代する人事を断行した。そのため、前任キャスターが最後のコメントをせずに降板することになった。また、従来の男性アンカーが報道記者、女性アンカーがアナウンサーの体制に戻った。

### アンカー
2023年11月13日より
- パク・チャンボム（朝鮮語版）記者（平日、男性）
- パク・チウォン（朝鮮語版）アナウンサー（平日、女性）

- キム・ヒョンギョン（朝鮮語版）記者（土・日、男性）
- パク・ソヒョン（朝鮮語版）アナウンサー（土・日、女性）

### スポーツコーナー
アナウンサーが務めている。
- イ・ユンジョン（朝鮮語版）アナウンサー（月-金、女性）
- キム・ジョンヒョン（朝鮮語版）アナウンサー（土日、男性）

### 気象情報
KBS所属の気象キャスターが務めている。2023年の刷新人事以降、カン・アランは土曜日の担当から外れた。
- カン・アラン（平日、女性）
- チェ・ヒョンミ（朝鮮語版）（土曜日・日曜日、女性）

## 備考
- 韓国のTV局において、ニュース番組は放送局のレベルとイメージを決定付ける、いわば「顔」としての役割を果たしている。日本や欧米のニュース番組では、ニュースの合間に雑談やジョークを交えて、番組を和やかにするよう演出するが、韓国では「キャスターはあくまでニュースを読むこと徹するべき」と考えられている。そのため、キャスターがふざけたり、長々とフリートークを行えば、視聴者から苦情が殺到する。特に、公共放送であるKBSなら尚更である。
- 韓国では、鄭東泳のように報道番組でキャスターを務めた後に、政治家として転出するケースが多いのも特徴である。これは、「KBSニュース9」も例外ではなく、90年代前半には、同番組のキャスター経験者が相次いで政治家に転出し話題を集めた。こうした傾向に対し、韓国の新聞東亜日報は、ピーター・ジェニングス、トム・ブロコウ、ダン・ラザーが、ジャーナリズムの最前線で活躍していたことを例に挙げた上で、キャスターという地位を国政進出の踏み台にする韓国の一部キャスターを批判する論説を掲載したほどである。
- 日本でも、スカパー!プレミアムサービスやスカパー!、全国のケーブルテレビ局の「KBS WORLD」にて、韓国と同時刻での視聴が可能である（但し、日本語同時通訳サービスは無し）。